# 引田香織
引田 香織（ひきた かおり、1986年3月5日 - ）は、日本の女性歌手。福岡県北九州市出身。株式会社大内義昭ミュージックアソシエイト所属。

## 概要

### 人物
- 大学在学中は仕事がある時にだけ上京していたが、大学卒業後は東京に住んでいる。
- 大学2年の冬くらいに歌のレッスンに九州アーティスト学院（大内義昭の若手育成のための学校）を紹介されて行ったところ、その場にいた大内と初対面で意気投合したのがデビューのきっかけである。
- 三歳下の妹がいるが、妹のほうが身長が高く、両親も小柄である。
- アルトサックスの経験者である。
- 声優の小林沙苗と仲がよく「香織ちゃん」と呼ばれている。
- 2010年9月8日男児を出産。

## 作品

### シングル
- LOVELESS（2005年5月25日発売）

1. 月の呪縛（カース）
  - 歌：翁鈴佳
2. みちゆき
  - テレビアニメ『LOVELESS』エンディング主題歌
  - 作詞・作曲：梶浦由記、編曲：坂本昌之、コーラスアレンジ：梶浦由記
3. 月の呪縛（カース）（instrumental）
4. みちゆき（instrumental）

- 笑顔の訳（2006年10月25日発売）

1. 笑顔の訳
  - テレビアニメ『少年陰陽師』オープニング主題歌
  - 作詞：いとうゆうこ、作曲：梶浦由記、編曲：HΛL、コーラスアレンジ：梶浦由記
2. 笑顔の訳（instrumental）

- OVA「テイルズ・オブ・シンフォニアTHE ANIMATION」（2007年6月8日発売）

1. ALMATERIA
  - 歌：河井英里
2. 願い
  - OVA『テイルズ オブ シンフォニア』エンディング主題歌
  - 作詞：tomo、作曲・編曲：西脇辰弥
3. ALMATERIA（instrumental）
4. 願い（instrumental）

- 手の中の永遠（2008年3月5日発売）

1. 手の中の永遠
  - テレビアニメ『破天荒遊戯』エンディング主題歌
  - 作詞：石川智晶、作曲：Jin Nakamura、編曲：森英治
2. you will find your HERO
  - 『ニューウェーブ北九州』公式応援歌
  - 作詞：前田たかひろ、作曲：大内義昭、編曲：UTTORI-SHOKAI
3. 手の中の永遠（instrumental）
4. you will find your HERO（instrumental）

- 名まえのない道（2008年6月18日発売）

1. 名まえのない道
  - テレビアニメ『あまつき』エンディング主題歌
  - 作詞：岩里祐穂、作曲：梶浦由記、編曲：坂本昌之、コーラスアレンジ：梶浦由記・たかはしごう
2. 名まえのない道 unplugged version.
3. 名まえのない道（instrumental）

- くもりガラスの向こう（2009年2月25日発売）

1. くもりガラスの向こう
  - テレビアニメ『マリア様がみてる 4thシーズン』エンディング主題歌
  - 作詞：今野緒雪、作曲：Loop-K、編曲：小倉良・斉藤一郎
2. くもりガラスの向こう アナザーMixバージョン
3. くもりガラスの向こう（instrumental）

### アルバム
- natural（2009年2月25日発売）

1. 笑顔の訳
2. 名まえのない道
3. 手の中の永遠
4. みちゆき
5. HANT!
  - 作詞・作曲：引田香織、編曲：大内義昭・有田宏、コーラスアレンジ：引田香織
6. 月の呪縛（カース）
  - テレビアニメ『LOVELESS』オープニング主題歌で翁鈴佳のカバー曲
  - 作詞・作曲：梶浦由記、編曲：佐々木聡作・山崎進、コーラスアレンジ：梶浦由記
7. 口笛のワルツ
  - 作詞・作曲：引田香織、編曲：大内義昭・有田宏
8. you will find your HERO
9. 願い

### その他
幸せ運ぶよハローディ
- 福岡県北九州市に本拠地を持つスーパーマーケット ハローデイ の店内ソング
- 作詞 ハローデイズ　作曲 大内義昭　歌 引田香織